# Machilly
Machilly ist eine französische Gemeinde im Département Haute-Savoie in der Region Auvergne-Rhône-Alpes.

## Geographie
Machilly liegt auf 532 m, etwa 15 Kilometer ostnordöstlich der Stadt Genf (Luftlinie). Das Dorf erstreckt sich in der Talniederung des Foron am Nordwestfuß der Bergkette von Les Voirons, nahe der Grenze zur Schweiz.
Die Fläche des 5,76 km² großen Gemeindegebiets umfasst einen Abschnitt am Rand des Genferseebeckens. Das Gebiet wird von Nordosten nach Südwesten vom Foron (Zufluss der Arve) in einem Tal durchquert, das einst als Schmelzwasserrinne am Rand des eiszeitlichen Rhonegletschers entstanden war. Der Bach ist hier zu einem kleinen See aufgestaut. Westlich dieses Tals reicht das Gemeindeareal über eine Anhöhe auf ein Plateau, das sanft gegen den Genfersee hin geneigt ist. Nach Südosten erstreckt sich der Gemeindeboden den waldreichen Hang von Les Voirons hinauf, an dem mit 1140 m die höchste Erhebung von Machilly erreicht wird.
Zu Machilly gehören verschiedene Weilersiedlungen, darunter Revilloud (540 m) östlich des Sees und Couty (547 m) auf der Anhöhe westlich des Sees. Nachbargemeinden von Machilly sind Veigy-Foncenex und Loisin im Norden, Bons-en-Chablais im Osten, Saint-Cergues im Süden sowie die schweizerischen Dörfer Jussy und Gy im Südwesten.

## Geschichte
Verschiedene Spuren lassen auf eine Besiedlung des Gemeindegebietes von Machilly in vorgeschichtlicher Zeit schließen.
Der Ort wird im 15. Jahrhundert erstmals erwähnt.

## Sehenswürdigkeiten
Die Dorfkirche wurde im 20. Jahrhundert errichtet.

## Bevölkerung
| Jahr                       | 1962 | 1968 | 1975 | 1982 | 1990 | 1999 | 2007 |
| Einwohner                  | 475  | 548  | 635  | 683  | 829  | 862  | 976  |
| Quellen: Cassini und INSEE |      |      |      |      |      |      |      |

Mit 1139 Einwohnern (Stand 1. Januar 2022) gehört Machilly zu den kleinen Gemeinden des Département Haute-Savoie. Seit Beginn der 1960er Jahre wurde ein kontinuierliches starkes Bevölkerungswachstum verzeichnet. Außerhalb des alten Dorfkerns entstanden am aussichtsreichen Hang von Les Voirons zahlreiche Einfamilienhäuser.

## Wirtschaft und Infrastruktur
Machilly war bis weit ins 20. Jahrhundert hinein ein vorwiegend durch die Landwirtschaft geprägtes Dorf. Heute gibt es verschiedene Betriebe des lokalen Klein- und Mittelgewerbes. Zahlreiche Erwerbstätige sind Wegpendler, die in den größeren Ortschaften der Umgebung, vor allem im Raum Genf-Annemasse, ihrer Arbeit nachgehen.
Die Ortschaft ist verkehrsmäßig gut erschlossen. Sie liegt nahe der Hauptstraße N206, die von Annemasse nach Thonon-les-Bains führt. Weitere Straßenverbindungen bestehen mit Bons-en-Chablais und Jussy. In der Gemeinde befindet sich ferner ein Bahnhof an der Strecke Annemasse–Thonon-les-Bains.